# Vägtrafikfordon
Vägtrafikfordon är ett fordon som är avsett att framföras på en väg, till skillnad från till exempel spårbunden trafik. Vägtrafikfordon kan vara motoriserade - till exempel motorcyklar, personbilar, lastbilar, bussar; eller icke motoriserade - till exempel cyklar och släpvagnar.